# 飯田利行
飯田 利行（いいだ りぎょう、1911年1月7日 - 2004年）は、曹洞宗の僧、仏教学者、音韻学者。
群馬県佐波郡赤堀村（現伊勢崎市）生まれ。1936年東京文理科大学漢文学科卒、駒澤大学専任講師。1940年京都東方文化研究所（東方文化研究所?東方文化学院京都研究所?）助手。1941年駒澤大学教授。1954年「日本仏典の表白諷誦に残存せる中国近世音の研究」で東京教育大学文学博士。1966年専修大学文学部教授。1980年二松学舎大学教授。1985年『定本湛然居士文集訳』で日本翻訳文化賞受賞、1995年仏教伝道文化賞受賞。全長寺住職、總持寺顧問。

## 著書
- 『日本に残存せる支那古韻の研究』冨山房 1941
- 『学聖無著道忠』青梧堂 1942
- 『日本に残存せる中国近世音の研究』飯田博士著書刊行会、1955　名著出版 1990
- 『受験就職読方書取格言諺の知識』敬文社 1959
- 『道元禅入門 セミナー正法眼蔵随聞記』講談社ミリオン・ブックス 1966
- 『禅入門』曹洞宗宗務庁 1971
- 『入門道元禅』誠信書房 1972
- 『大愚良寛の風光』国書刊行会 1986
- 『海棠花 子規漢詩と漱石』柏書房 1991
- 『漢詩入門韻引辞典』柏書房 1991
- 『現代禅林香語宝鑑』柏美術出版 1992
- 『新釈禅林用語辞典 平仄付』柏美術出版 1994
- 『耶律楚材 大モンゴル禅人宰相』柏美術出版 1994
- 『空林拾葉録』中外日報社 1996
- 『良寛詩との対話』邑心文庫 1997
- 『良寛さん入門』邑心文庫 1998
- 『高校生と正法眼蔵随聞記』明徳出版社 (発売)2001

### 共編著
- 『正法眼蔵の研究』佐々木一雄共著 広文館 1953
- 『道元禅 第4巻 生活』編 誠信書房 1960
- 『禅林名句辞典』編著 国書刊行会 1975
- 『伝良寛和韻大智偈頌』森哲四郎共著 国書刊行会 1976
- 『畔上楳仙禅師遺稿』編 国書刊行会 1984
- 『漱石・天の掟物語』編 国書刊行会 1987
- 『新撰禅林墨場必携』編著 柏書房 1989
- 『半仙遺稿傳』佐田半仙 邑心文庫 1998

### 翻訳
- 『良寛詩集訳』訳著 大法輪閣 1969
- 『漱石詩集訳』国書刊行会 1976
- 『良寛髑驢詩集訳』大法輪閣 1976
- 『大智偈頌訳』国書刊行会 1978
- 『定本湛然居士文集訳』国書刊行会 1985
- 『良寛語釈大智偈頌訳』大法輪閣 1988
- 『定本良寛詩集訳』名著出版 1989
- 『新訳漱石詩集』柏書房 1994
- 『現代語訳洞門禅文学集　懐奘・大智』編訳 国書刊行会 2001
- 『現代語訳洞門禅文学集　世阿弥・仙馨』佐田仙馨 編訳 国書刊行会 2001
- 『現代語訳洞門禅文学集　洞山』編訳 国書刊行会 2001
- 『現代語訳洞門禅文学集　道元』編訳 国書刊行会 2001
- 『現代語訳洞門禅文学集　良寛』編訳 国書刊行会 2001
- 『現代語訳洞門禅文学集　瑩山』編訳 国書刊行会 2002
- 『現代語訳洞門禅文学集　耶律楚材』編訳 国書刊行会 2002
- 蘇東坡『禅喜集』編訳 国書刊行会 2003

### 記念論文集
- 『東洋学論叢 飯田利行博士古稀記念』国書刊行会 1981

## 論文
- Cinii

## 注
1. ↑  国立国会図書館による
2. ↑  『現代日本人名録』